# Matsumura Goshun
Matsumura Goshun (în japoneză 松村 呉春; n. 28 aprilie 1752, Heian-kyō⁠(d), Prefectura Kyoto, Japonia – d. 4 septembrie 1811, Heian-kyō⁠(d), Prefectura Kyoto, Japonia), uneori menționat și ca Matsumura Gekkei (în japoneză 松村 月渓), a fost un pictor japonez din perioada Edo și fondator al școlii de pictură Shijō. A fost un discipol al pictorului și poetului Yosa Buson (1716–1784), un maestru al picturii școlii sudice japoneze.

## Viața
Goshun s-a născut într-o familie de oficiali guvernamentali bogată care lucra la monetăria regală, fiind cel mai mare dintre cei șase copii. Părinții săi și-au dorit să fie bine educat în elementele de bază ale culturii chineze și japoneze și l-au instruit în abilități precum istoria și literatura clasică, caligrafia și pictura, precum și scrierea poeziei. Astfel și-a început educația ca pictor foarte devreme. În acei ani, maeștrii săi erau pictori în stilul nanga, învățați ai tradițiilor literate care veniseră din China, printre ei, Yosa Buson (1716–1784), care i-a predat lui Goshun, printre altele, pictura literată și poezia haiku.
Nu a avut succes imediat ca pictor, dar a reușit să se întrețină cu ajutorul lui Buson, care l-a ajutat să fie consilier în literatură pentru provincialii bogați. În 1781, cariera sa s-a înrăutățit când atât soția, cât și tatăl său au murit, iar mentorul său Buson, el însuși aflat pe moarte, se pare că nu a mai putut să-l sprijine. Drept urmare, a părăsit reședința din districtul Shijō din Kyōto și s-a mutat la Ikeda, lângă Ōsaka. În timpul petrecut în Ikeda, a continuat să picteze în stilul literati al lui Buson, dar nu a avut suficient succes pentru a se întreține doar cu pictura sa.
Până în 1787 era sigur că va trebui să se alăture unui alt grup de pictori, așa că a lucrat cu cercul de pictori din jurul lui Maruyama Ōkyo (1733–1795) pentru a lucra la ușile paravane ale Daijō-ji, un templu din prefectura Hyōgo. Mai târziu, se va întâlni din nou cu Ōkyo, când amândoi s-au adăpostit în același templu, după ce un incendiu a devastat părți din Kyōto. Ceea ce aparent era un parteneriat bun de lucru în Hyōgo a devenit acum prietenie. În jurul anului 1789, Goshun s-a întors în districtul Shijō din Kyōto, începând să încorporeze elemente din stilurile de artă decorative și realiste ale lui Ōkyo. Nu a fost niciodată un membru oficial al școlii lui Maruyama, prietenul mai în vârstă refuzând oferta sa de a-l accepta ca discipol, declarând că vrea ca el să rămână pe picior de egalitate cu prietenul său mai tânăr. Cu toate acestea a devenit expert în tehnicile de pictură ale lui Ōkyo. Abia după moartea lui Ōkyo, în 1795, și-a înființat propria sa școală, așa-numita școală Shijō (după locația reședinței și locul de muncă a lui Goshun), unde și-a perfecționat propria tehnică, un amestec de stil literat cu compoziție și tehnici decorative în stil Maruyama.

## Dezvoltarea artistică
La începutul carierei sale, Goshun a fost predominant un pictor al stilului de pictură nanga, la fel ca majoritatea profesorilor săi, dintre care Yosa Buson a avut o mai mare influență asupra lui. Până în jurul anului 1785, el a perfecționat acest stil de pictură până când a devenit foarte priceput în stilul Buson, pe care a părut că îl copiază cu fidelitate. Timpul petrecut la Ikeda poate fi privit ca o perioadă de maturitate pentru pictura în stil literati al lui Goshun.
După timpul petrecut cu Ōkyo (după 1787) stilul său s-a schimbat semnificativ. Sub influența școlii Maruyama, a început să încorporeze elemente ale lui Ōkyo și ale discipolilor săi în opera sa și le-a dezvoltat.
Stilul său poate fi considerat matur, totuși, abia după moartea lui Ōkyo în 1795, când și-a rafinat stilul de pictură în propria școală, fără influența foștilor săi maeștri. În această etapă târzie a carierei sale, el pare să fi abandonat aproape stilul literat al picturii lui Buson, chiar dacă la Kyōto a fost, pentru o vreme, considerat a fi succesorul său.

## Colecții
Lucrările sale sunt găzduite de muzee din întreaga lume: Muzeul de Artă al Universității din Michigan, Muzeul de Artă din Indianapolis, Muzeul de Artă Worcester, Muzeul Brooklyn, Muzeul de Artă al Universității din Michigan, Muzeul de Artă din Seattle, Muzeul de Artă din Philadelphia, Muzeul de Artă Harvard, Muzeul Ashmolean, Institutul de Artă din Minneapolis, Muzeul de Arte Frumoase din Boston, Muzeul Miho, Muzeul de Artă din Cleveland, British Museum, Metropolitan Museum of Art, Muzeul de Artă Nelson-Atkins și Muzeul de Artă Tokyo Fuji.